# Athabasca University

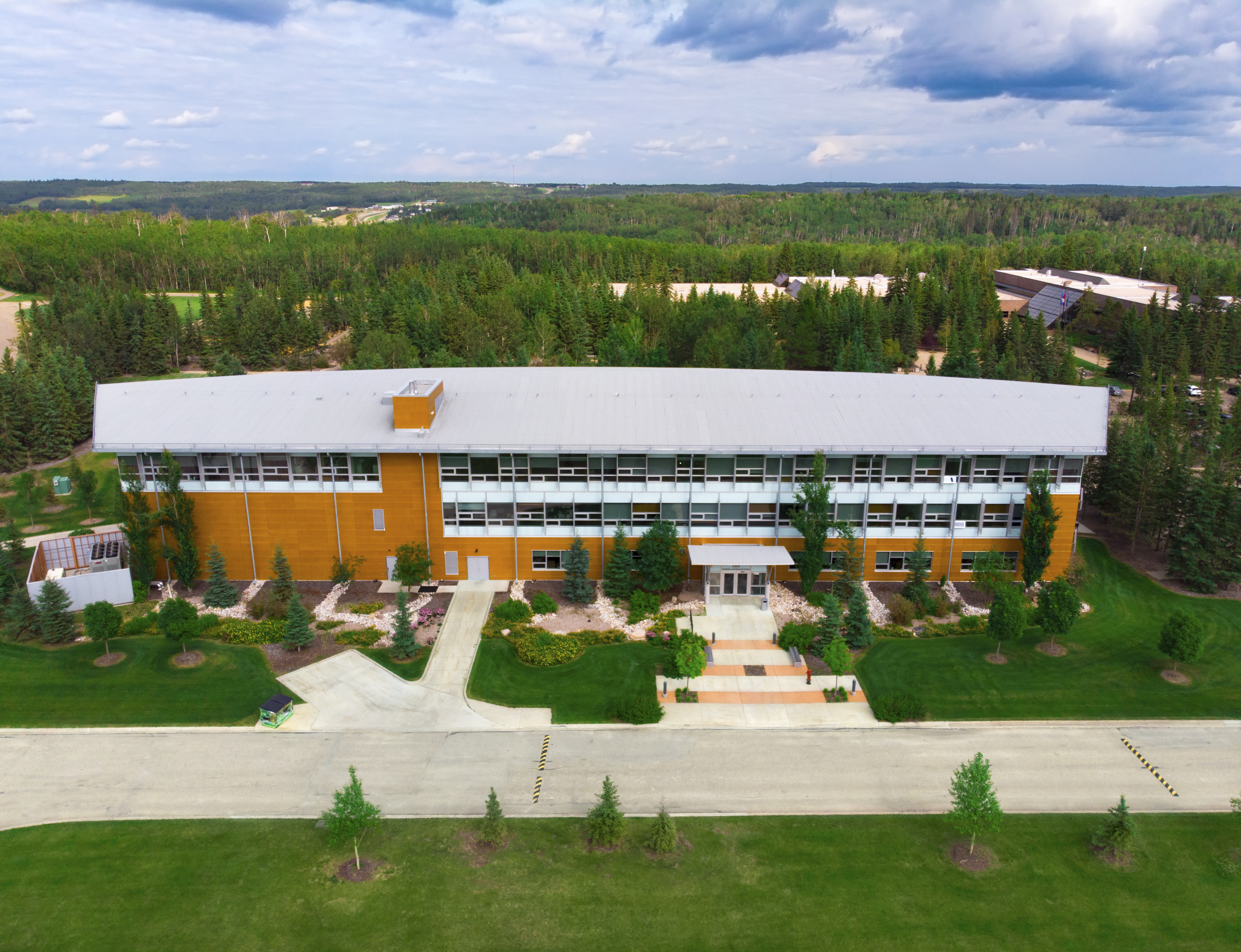
Campus mit Gärten

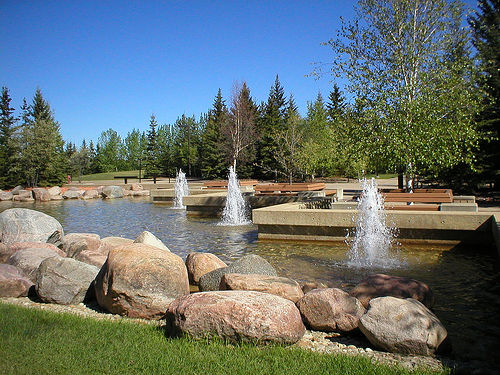
Springbrunnen vor dem Hauptgebäude

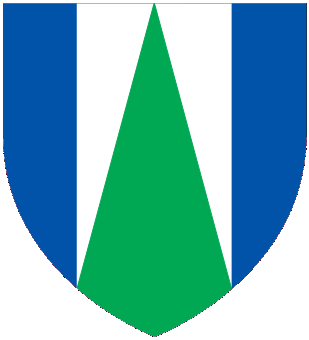
Universitätswappen

Früheres Universitätslogo (bis 2017)

Die Athabasca University ist eine staatliche Universität in Athabasca in der kanadischen Provinz Alberta, die Lehrgänge und Hochschulabschlüsse per Fernstudium anbietet. Sie wurde 1970 gegründet und wird als führender Anbieter von Fernstudiengängen in Nordamerika angesehen.
Die Athabasca University ist die einzige kanadische Universität, die bei der Zulassung keine Bedingungen an vorangegangene Schulabschlüsse stellt. Sie wird hauptsächlich von Studenten genutzt, die aufgrund von Behinderungen, familiären Verpflichtungen, dem Ausüben einer Vollzeitbeschäftigung, Aktivitäten im Profisport oder eines Militärdienstes außerhalb von Kanada nicht an einer gewöhnlichen Universität studieren können. Die Universität bietet mehr als 60 Studiengänge in englischer und französischer Sprache.
Im Studienjahr 2019/2020 hatte sie 42.853 eingeschriebene Studenten. Sie war die erste kanadische Universität, deren Abschlüsse in den USA anerkannt wurden. Rund 260.000 Absolventen haben seit der Gründung der Universität ein Studium absolviert.

## Organisation
2009 wurde die Organisation der Universität geändert. Sie gliedert sich mit Stand 2021 in fünf Fakultäten und mehrere Zentren:
Fakultäten
- Fachbereich für Wirtschaftswissenschaften (Faculty of Business)
- Fachbereich für Gesundheitswissenschaften (Faculty of Health Disciplines), mit Studiengängen in Pflege und Beratung[5]
- Fachbereich für Geistes- und Sozialwissenschaften (Faculty of Humanities & Social Sciences), unter anderem mit Sprachen (Englisch, Französisch, Spanisch), Philosophie, Psychologie, Geschichte, Kunstgeschichte und den Studiengängen Umwelt, Religion, Musik[6]
  - Zentrum für Geisteswissenschaften (Centre for Humanities)
  - Zentrum für interdisziplinäre Studien (Centre for Interdisciplinary Studies)
  - Zentrum für Sozialwissenschaften (Centre for Social Sciences)
- Fachbereich für Wissenschaft und Technologie (Faculty of Science and Technology) mit Mathematik, Naturwissenschaften wie Biologie, Chemie und Physik sowie Informatikstudiengängen[7]
  - Zentrum für Wissenschaft (Centre for Science)
  - Zentrum für Architektur (RAIC Centre for Architecture)
- Fachbereich für Masterstudiengänge (Faculty of Graduate Studies)

weitere Zentren
- - Zentrum für Lernakkreditierung (Centre for Learning Accreditation (PLAR))
  - Forschungszentrum (Research Centre)

## Akkreditierungen
Die Athabasca Universität untersteht dem Minister of Advanced Education und wird durch die Provinz Alberta finanziell gefördert. Die Universität darf Studienabschlüsse bis zum Mastergrad verleihen, welches durch den Post-Secondary Learning Act geregelt ist.
Die Universität ist akkreditiert in den Vereinigten Staaten durch das Commission on Higher Education of the Middle States Association of Colleges and Schools.
Die Universität ist Mitglied der folgenden Vereinigungen:
- Association of Commonwealth Universities
- Association of Universities and Colleges of Canada
- Canadian Virtual University
- International Council for Open and Distance Education

## Zahlen zu den Studierenden
Von den 42.853 Studenten des Studienjahrens 2019/2020 strebten 38.297 ihren ersten Studienabschluss an, sie waren also undergraduates. 4.556 arbeiteten auf einen weiteren Abschluss hin, sie waren postgraduates. 65 % der Lernenden im grundständigen Studium waren Frauen; in den Graduiertenstudiengängen waren 74 % weiblich.

## Bekannte Absolventen
- Deidra Dionne (* 1982) – kanadische Freestyle-Skierin
- Meagan Duhamel (* 1985) – kanadische Eiskunstläuferin[10], Weltmeisterin im Paarlaufen 2015 und 2016
- Jonathan Filewich (* 1984) – kanadischer Eishockeyspieler
- Jayne Gackenbach (* 1946) – Schriftstellerin, Forscherin
- Stu Grimson (* 1965) – kanadischer Eishockeyspieler
- Thomas Hickey (* 1989) – kanadischer Eishockeyspieler
- Sandra Keith (* 1980) – kanadische Biathletin
- Ralph Klein (1942–2013) – ehemaliger Premierminister von Alberta
- Alyn McCauley (* 1977) – kanadischer Eishockeyspieler
- Eric Radford (* 1985) – kanadischer Eiskunstläufer[10], Weltmeister im Paarlaufen 2015 und 2016
- Beckie Scott (* 1974) – kanadische Skilangläuferin

Ehrendoktorwürden
- Pierre Berton (1920–2004) – Autor und Journalist[11]
- Northrop Frye (1912–1991) – Literaturkritiker
- Dorothy Livesay (1909–1996) – Lyrikerin
- Ernest Manning (1908–1996) – ehemaliger Premierminister von Alberta
- Ian Tyson (1933–2022) – kanadischer Country- und Folk-Sänger